# Calibrachoa dusenii
Calibrachoa dusenii là loài thực vật có hoa trong họ Cà. Loài này được (R.E.Fr.) Stehmann & Semir mô tả khoa học đầu tiên năm 1997 publ. 1998.